# Curtis (Nebraska)
Curtis je grad u američkoj saveznoj državi Nebraska. Prema popisu stanovništva iz 2010. u njemu je živjelo 939 stanovnika.